# Tenten (filme)
Tenten (em japonês: 転々 ,Tenten)} é um filme japonês de 2007, do gênero comédia, escrito por Yoshinaga Fujita e dirigido e adaptado por Satoshi Miki.

## Elenco
- Joe Odagiri - Fumiya Takemura
- Tomokazu Miura - Aiichiro Fukuhara
- Kyoko Koizumi - Makiko
- Yuriko Yoshitaka - Fufumi
- Kumiko Aso - Mikaduki Shizuka
- Eri Fuse - Sendai
- Kami Hiraiwa - Naomi
- Reona Hirota -	 Kaburagi
- Yoshizumi Ishihara - Jovem da Jelly Shop
- Mitsuko Ishii - Tatako
- Ryo Iwamatsu - Kunimatsu
- Yutaka Matsushige - Tomobe
- Sanae Miyata - Esposa de Fukuhara
- Takashi Tsumura - Dono da Relojoaria